# Юлієва дорога
Юлієва дорога (лат. Via Julia) — римська дорога, яка йшла з Guntia (зараз Гюнцбург) через Augusta Vindelicorum (зараз Аугсбург) до Iuvavum (зараз Зальцбург).